# Emlichheim

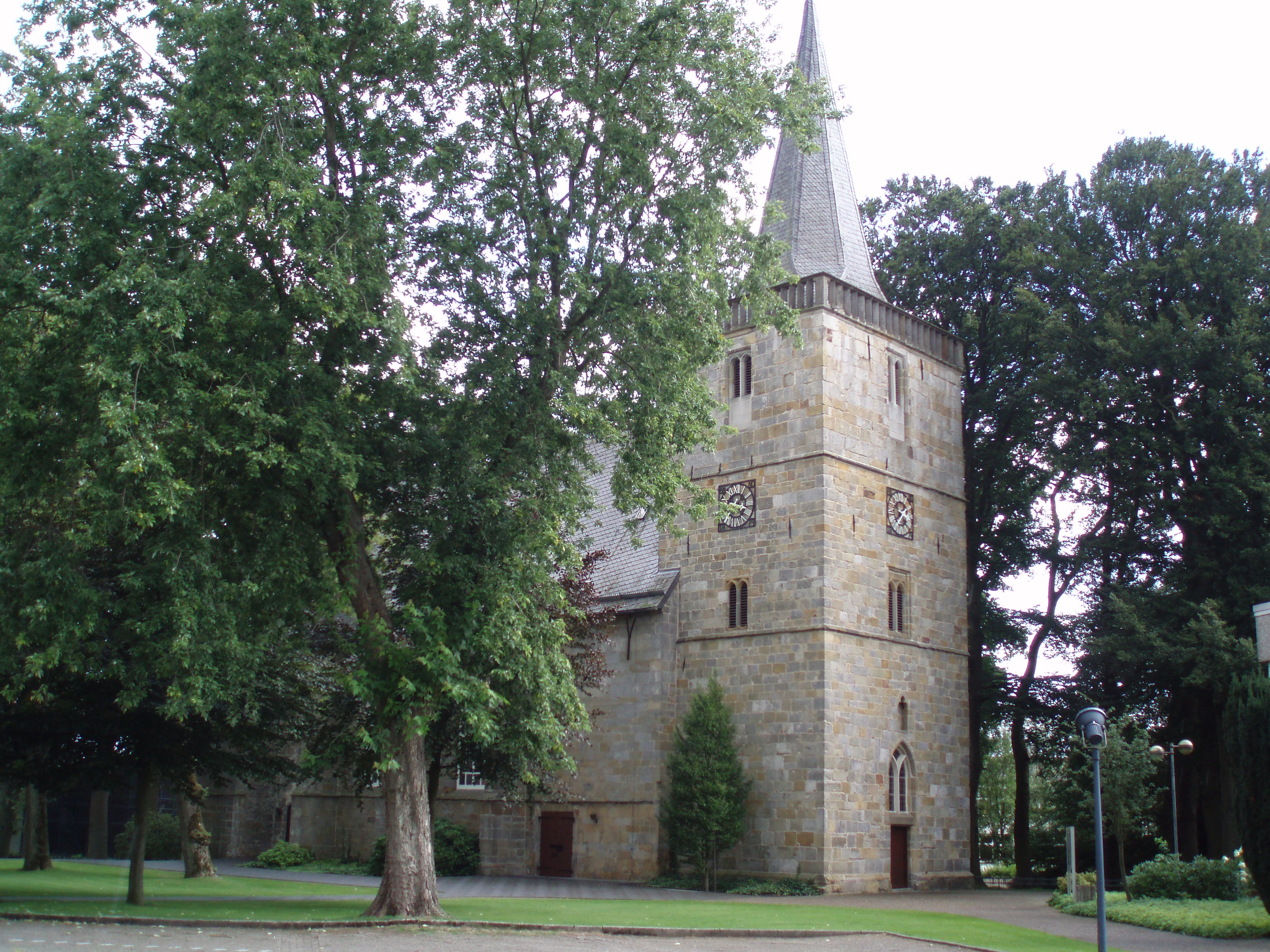
Kościół z 1150 roku

Emlichheim – miejscowość i gmina w zachodnich Niemczech, w kraju związkowym Dolna Saksonia, w powiecie Grafschaft Bentheim, siedziba gminy zbiorowej Emlichheim.

## Geografia
Emlichheim leży bezpośrednio przy granicy niemiecko-holenderskiej. Obszar jest ograniczony od południa przez rzekę Vechte oraz od północy przez Kanał Coevorden-Piccardie.

## Historia
Emlichheim istniało już w czasach Karola Wielkiego. W dokumencie z roku 1312 wspomniane jest miejsce o nazwie Emminchem.
W starych holenderskich dokumentach (z XVI-XIX wieku) Emlichheim było opisywane w dialekcie twents jako Emmelkamp.

## Współpraca
- Genemuiden, Holandia
- Grabów nad Prosną, Polska